# Campo (Colorado)
Pour les articles homonymes, voir Campo.
Campo est une ville américaine située dans le comté de Baca dans le Colorado.
Selon le recensement de 2010, Campo compte 109 habitants. La municipalité s'étend sur 0,14 milles carrés (0,36 km2).
Le nom de la ville signifie « champ » en espagnol.

## Démographie
| 1950 | 1960 | 1970 | 1980 | 1990 | 2000 |
| ---- | ---- | ---- | ---- | ---- | ---- |
| 266  | 235  | 206  | 185  | 121  | 150  |

| 2010 | - | - | - | - | - |
| ---- | - | - | - | - | - |
| 109  | - | - | - | - | - |